# Sigmund Hermann
Sigmund Hermann (Schaan, 17 de maig de 1959 - Triesen, 10 de novembre de 2014) va ser un ciclista liechtensteinès professional del 1981 al 1990. Es va especialitzar en el ciclisme en pista. Va participar en 55 curses de sis dies.
El 2002 Hermann va patir un accident vascular cerebral i va tenir problemes de salut des de llavors. El 10 novembre 2014 va morir a l'edat de 55 anys després d'una aturada cardíaca.
El seu germà gran Roman també es dedicà al ciclisme.

## Palmarès en pista
- 1986
  - 1r als Sis dies de Colònia (amb Roman Hermann)
  - 1r als Sis dies de Madrid (amb Roman Hermann)

## Palmarès en ruta
- 1982
  - Campió de Liechtenstein en ruta
- 1983
  - Campió de Liechtenstein en ruta
- 1987
  - Campió de Liechtenstein en ruta